# 霍洛瓦希夫卡 (哈爾科夫州)
50°6′57″N 35°59′0″E / 50.11583°N 35.98333°E
霍洛瓦希夫卡（羅馬化：Holovashivka）是位於烏克蘭東部的村莊，由哈爾科夫州博霍杜希夫區的佐洛奇夫市鎮負責管轄。該村距離費斯基2公里，始建於1911年，面積0.08平方公里，海拔高度147米，2001年人口41。